# Тафнелл-парк (станція метро)
51°33′25″ пн. ш. 0°08′18″ зх. д. / 51.556944° пн. ш. 0.138333° зх. д.
Тафнелл-парк (англ. Tufnell Park) — станція відгалуження Хай-Барнет Північної лінії Лондонського метро. Станція розташована у 2-й тарифній зоні, у районі Тафнелл-парк, боро Ізлінгтон, Лондон, між станціями Арчвей та Кентиш-таун. Пасажирообіг на 2017 рік — 4.11 млн осіб.
22. червня 1907: відкриття станції.

## Пересадки
- На автобуси London Bus маршрутів: 4, 134, 390 та нічний маршрут N20.